# 打
打為量词，即數字12的另一種表示法。
舉例來說，「1打原子筆」就是指「12支原子筆」，「2打原子筆」等於「24支原子筆」，將打置換為12後再做乘法運算即可得知正確的數量。其他相關量詞：12打（122=144）稱為1籮，半打稱為一手。